# Кашина Прелорето (Милано)
Кашина Прелорето је насеље у Италији у округу Милано, региону Ломбардија.
Према процени из 2011. у насељу је живело 61 становника. Насеље се налази на надморској висини од 133 м.